# Pilopogon schilleri
Pilopogon schilleri är en bladmossart som beskrevs av Theodor Carl Karl Julius Herzog och Thériot 1933. Pilopogon schilleri ingår i släktet Pilopogon och familjen Dicranaceae. Inga underarter finns listade i Catalogue of Life.